# 手野村
手野村（てのむら）は熊本県の天草諸島、天草下島に存在していた村。

## 歴史
- 1889年（明治22年）4月1日 - 町村制の施行に伴い、井手村、下内野村が合併し成立。
- 1955年（昭和30年）5月1日 - 手野村が二江町、御領村、鬼池村、城河原村と合併して五和町が発足。